# پیتر جیمز دان
پیتر جیمز دان (انگلیسی: Peter Dunn؛ زادهٔ ۱۴ آوریل ۱۹۴۷) نظامی و سیاست‌مدار اهل استرالیا است. وی همچنین برندهٔ جوایزی همچون نشان استرالیا شده‌است.